# 迴轉幹探
《幻想星球》（英語：Life on Mars）是一套英國科幻警匪電視劇，曾贏得英國電影電視藝術學院獎（BAFTA）及國際艾美獎（International Emmy Awards）。本劇於2006年1月至2007年4月間在英國廣播公司第一台（BBC One）播放。
本劇故事講述一名隸屬英國曼徹斯特警隊的總探長戴森（Sam Tyler）於2006年被一輛車撞倒後，發現自己回到1973年。他在那裏是一名刑事偵緝部（CID）探長，為總探長韓真（Gene Hunt）的下屬。在劇中，他面對不同的文化衝突，尤其是他的現代警察處事作風與同事們的傳統調查方法。本劇揉合科幻及警匪元素，並以戴森對自身情況的疑問作為故事主線：到底他是瘋了、處於昏迷、或是真的回到過去。
本劇續集《灰飞烟灭》於2008年2月在英國廣播公司第一台開始播放。美國廣播公司（ABC）改編拍攝了本劇，於2008年10月至2009年4月播映了一季，而西班牙的改編版本於2009年4月至6月播映，共八集。2018年韓國OCN改編成劇集《火星生活》。
香港亞洲電視國際台於2008年7月13日至2008年11月16日播放本劇第一及第二輯（八月奧運期間曾停播）。因每集片長約六十分鐘，國際台為配合播放廣告而避免超出一小時的播放時間，每集會刪剪約五分鐘。

## 創作意念
《迴轉幹探》的意念源自於1998年，Kudos電影電視（劇集軍情五處和大騙局的製作公司）讓編劇 Matthew Graham、Tony Jordan 和 Ashley Pharoah到黑池一個海邊度假區休息，並構思一些新節目意念。本劇原名《Ford Granada》，一輛七十年代的受歡迎汽車，但後來 BBC 否決了本劇的製作。Matthew Graham 後來於《SFX 雜誌》的訪問中提到：「當時，電視台並不喜歡這樣的題材，一些並不設定於真實世界及帶有幻想元素的題材。」本劇起初的意念是較幽默及安排於較早的播映時段播放，模仿七十年代劇集的風格和態度，並以喜劇演員 Neil Morrissey 為主要角色。
後來，第四台劇集總監 John Yorke 審閱本劇劇本並開始重新製作，兩位主角 Sam Tyler 和 Gene Hunt 的配搭出現雛形。可是，高層最後不採納這意念。Matthew Graham 於《廣播時報》的訪問中說：「電視台的人認為『這太傻了』」。不過，本劇最後吸引了BBC威爾斯的劇集主管 Julie Gardner，她說服了 BBC 的劇集主管 Jane Tranter 安排本劇於 BBC 第一台播映。John Yorke 離開 Channel 4 重回 BBC，並與 Julie Gardner 一起擔任本劇之策劃編輯。
本劇中心人物的名字原為「Sam Williams」，但 Kudos 公司覺得這名字不夠突出，並叫 Matthew Graham 構思另一個姓氏（本劇結局中亦有提到）。他問了幼女的意見，並決定以「Sam Tyler」為主角的名字。他後來發現女兒是因為《異世奇人》（另一套 BBC 威爾斯的劇集，他後來亦編寫了當中「懼怕她」一集）中的 Rose Tyler 而取這名字。本劇背景起初設定於倫敦，後來改為列斯，最後決定為曼徹斯特，因為 BBC 想在這城市製作更多節目。

## 角色

《迴轉幹探》主要角色：（左至右）史基斯、韓真、戴森、賈雷、賈安妮

| 角色                    | 警銜                                   | 演員               |
| ----------------------- | -------------------------------------- | ------------------ |
| 戴森 Sam Tyler          | 探長 Detective Inspector (DI)          | 約翰·西姆          |
| 韓真 Gene Hunt          | 總探長 Detective Chief Inspector (DCI) | Philip Glenister   |
| 賈安妮 Annie Cartwright | 女巡警 Woman Police Constable (WPC)    | Liz White          |
| 賈雷 Ray Carling        | 偵查佐 Detective Sergeant (DS)         | Marshall Lancaster |
| 史基斯 Chris Skelton    | 警員 Detective Constable (DC)          | Dean Andrews       |

## 外部連結
- Life on Mars （页面存档备份，存于） 英國廣播公司官方網站
- Life on Mars: The Album
- Life on Mars （页面存档备份，存于） at Digital Spy （页面存档备份，存于）
- Life on Mars （页面存档备份，存于） at TVSA （页面存档备份，存于）
- 互联网电影数据库（IMDb）上《Life on Mars》的资料（英文）